# Owen Dodgson
Owen Dodgson (Lancaster, 29 de octubre de 2002) es un futbolista británico que juega en la demarcación de defensa en el Burnley F. C. de la Premier League.

## Biografía
Tras formarse como futbolista en las categorías inferiores del Manchester United F. C., y posteriormente del Burnley F. C., finalmente el 8 de enero de 2022 debutó con el primer equipo en la FA Cup contra el Huddersfield Town A. F. C. El encuentro finalizó con un resultado de 1-2 a favor del Huddersfield Town el gol de Jay Rodriguez para el Burnley, y de Josh Koroma y Matty Pearson para el Huddersfield Town.

## Clubes
Actualizado al último partido disputado el 8 de enero de 2022.
| Club                           | País       | Año       | Partidos | Goles |
| ------------------------------ | ---------- | --------- | -------- | ----- |
| Burnley F. C.                  | Inglaterra | 2022-2023 | 1        | 0     |
| Rochdale A. F. C. (préstamo)   | Inglaterra | 2023      | 18       | 1     |
| Barnsley F. C. (préstamo)      | Inglaterra | 2023      | 15       | 1     |
| Dundee F. C. (préstamo)        | Escocia    | 2024      | 17       | 0     |
| Burnley F. C.                  | Inglaterra | 2024-2025 | 0        | 0     |
| Burton Albion F. C. (préstamo) | Inglaterra | 2025      | 22       | 1     |
| Burnley F. C.                  | Inglaterra | 2025-     |          |       |